# Neuburg an der Donau
Neuburg an der Donau is een plaats in de Duitse deelstaat Beieren. Het is de Kreisstadt van het Landkreis Neuburg-Schrobenhausen. De stad telt 29.662 inwoners. Een naburige stad is Schrobenhausen.
Aresing ·
Berg im Gau ·
Bergheim ·
Brunnen ·
Burgheim ·
Ehekirchen ·
Gachenbach ·
Karlshuld ·
Karlskron ·
Königsmoos ·
Langenmosen ·
Neuburg a.d.Donau ·
Oberhausen ·
Rennertshofen ·
Rohrenfels ·
Schrobenhausen ·
Waidhofen ·
Weichering